# Pëllumb Kulla
Pëllumb Kulla (ur. 1940 w Zëmblaku) – albański dyplomata i pisarz. W latach 1993–1997 pełnił funkcję ambasadora Republiki Albanii przy Organizacji Narodów Zjednoczonych.